# بيت (الحربي) (الرضمة)

تعديل مصدري - تعديل

بيت (الحربي) محلة تابعة لقرية الصبار، التابعة لعزلة كحلان بمديرية الرضمة إحدى مديريات محافظة إب في الجمهورية اليمنية.، بلغ تعداد سكانها 121 حسب تعداد اليمن لعام 2004.